# Leucoloma amblyacron
Leucoloma amblyacron är en bladmossart som beskrevs av C. Müller och Bescherelle 1880. Leucoloma amblyacron ingår i släktet Leucoloma och familjen Dicranaceae. Inga underarter finns listade i Catalogue of Life.